# Psittaculirostris salvadorii
El lorito de Salvadori (Psittaculirostris salvadorii) es una especie de ave psitaciforme de la familia Psittaculidae endémica del norte de Nueva Guinea. Su hábitat natural son las selvas húmedas tropicales.

## Descripción
El lorito de Salvadori mide alrededor de 19 cm de largo. Su plumaje es principalmente verde, con el píleo verde azulado, mientras que tiene azul alrededor de los ojos y en el borde y la parte inferior de las alas. Presenta dimorfismo sexual. Los machos tienen las mejillas y la garganta amarillas y una franja roja anaranjada en el pecho, mientras que la garganta y mejillas de las hembras son amarillo verdosas y la banda de su pecho es de color azul claro. El pico de ambos es negro y sus ojos oscuros. Los juveniles de la especie se parecen a las hembras.

## Alimentación
El lorito de Salvadori es frugívoro: su dieta se compone principalmente de higos y otros frutos.